# عقیدةالمرضیه

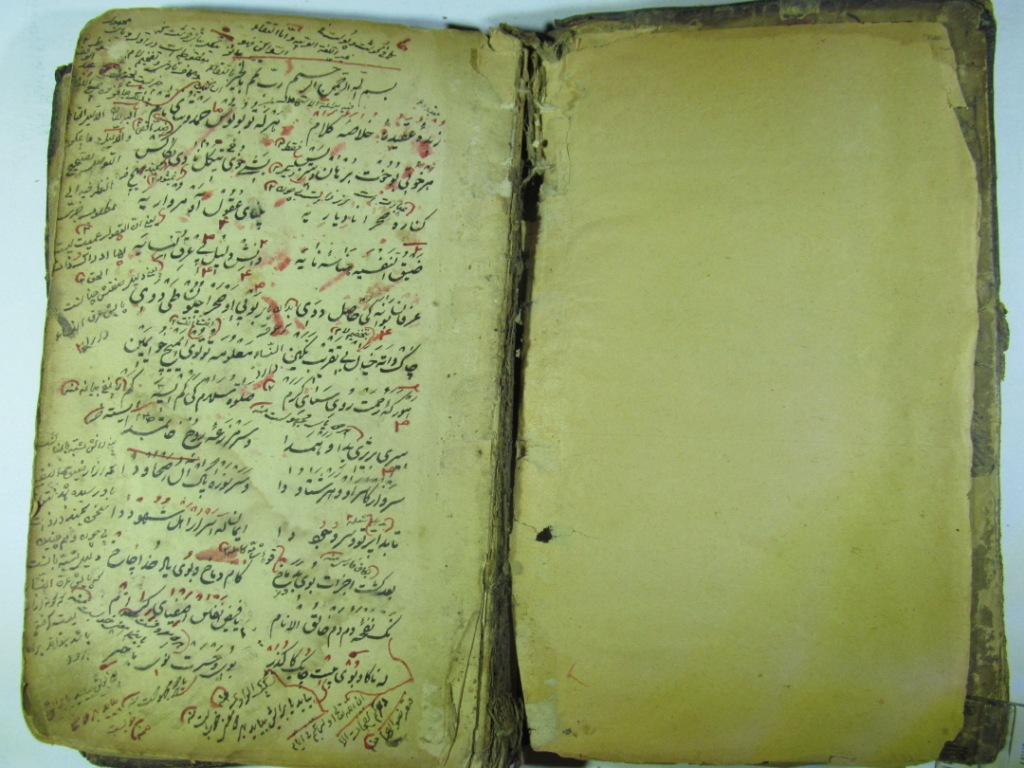
نسخه‌ای دست‌نویس از عقیده مرضیه در سال ۱۸۶۴ در بایگانی مرکز فرهنگی هنری وژین

عقیده مرضیه (به کردی: عەقیدەی مەرزیە)، یکی از آثار و دیوان اشعار مولوی کرد به زبان کردی است که دربارهٔ عقیده و علم کلام در قالب شعری مثنوی نوشته شده است. ملا عبدالکریم مدرس نیز شرحی بر آن نوشته است.